# عجیب و غریب (فیلم)
عجیب و غریب (انگلیسی: Freaky) یک فیلم آمریکایی در ژانر کمدی ترسناک به کارگردانی کریستوفر لندون است که در ۱۳ نوامبر ۲۰۲۰ در ایالات متحده آمریکا اکران شد.
این فیلم محصول کمپانی بلوم هاوس پروداکشنز بوده و توسط یونیورسال پیکچرز توزیع شده‌است. وینس وان، کاترین نیوتون، کتی فینران و آلن راک از بازیگران این فیلم هستند.

## داستان
عجیب و غریب داستان یک قاتل سریالی با بازی وینس وان و یک دختر دبیرستانی با بازی کاترین نیوتون است. این فیلم که از ۱۳ نوامبر اکران عمومی‌اش را شروع کرد داستان این دو را در حالی روایت می‌کند که در یک روز جمعه که سیزدهم ماه است بدن‌های این دو با جادوی یک خنجر خاص با یکدیگر جابه‌جا می‌شود و دختر مدرسه‌ای خود را در بدن قاتل پیدا می‌کند. آن‌ها فقط ۲۴ ساعت زمان دارند تا جادو را باطل کنند و به بدن خود برگردند وگرنه تا ابد به همان صورت خواهند ماند.

## بازیگران
| بازیگر        | نقش                     | توضیحات |
| ------------- | ----------------------- | ------- |
| وینس وان      | قصاب بلیسفیلد           |         |
| کاترین نیوتون | میلی کسلر               |         |
| کتی فینران    | پائولا کسلر             |         |
| اوریا شلتون   | بوکر استرود و دوست میلی |         |
| سلسته اوکانر  | نایلا                   |         |
| آلن راک       | آقای فلچر               |         |
| میشا اوشروویچ | جاش                     |         |

## اکران
عجیب و غریب در اولین، آخر هفته اکرانش با فروش ۳٫۷ میلیون دلار، فیلم اول گیشه‌های آمریکا شد. فیلم ترسناک یونیورسال پیکچرز و بلومهاوس در شرایط خاص کرونایی و در حالی که مردم هنوز تمایلی به رفتن به سینماها ندارند، با همین میزان فروش راس باکس آفیس را از آن خود کرده‌است. این فیلم با نمایش در ۲۴۷۲ سالن سینما در آمریکای شمالی این جایگاه را کسب کرده‌است.
در خارج از آمریکا نیز «عجیب و غریب» ۱٫۹ میلیون دلار فروخته و از فروش در ۲۰ بازار بین‌المللی در مجموع در سطح جهان میزان فروشش را به ۵٫۶ میلیون دلار رسانده‌است. این فیلم را کریستوفر لندون با بودجه ۶ میلیون دلاری ساخته و با آن نقدهای خوبی از منتقدان گرفته‌است.
سازندگان فیلم این فروش را افتتاحیه‌ای خوب در دوران پاندمی خوانده‌اند و مدیر داخلی یونیورسال ابراز امیدواری کرده‌است که با وجود نبودن رقبای چندانی در گیشه، این فیلم عمر بیشتری برای اکران داشته باشد.